# Jordanquelle
Koordinaten: 51° 47′ 4,3″ N, 8° 49′ 33,2″ O
Die Jordanquelle ist eine Karstquelle in Bad Lippspringe (Kreis Paderborn). Sie bildet den Ursprung des Flusses Jordan.

## Lage
Die Jordanquelle befindet sich am Nordostrand des Jordanparks in Bad Lippspringe, an den westlichen Ausläufern des Eggegebirges, nur etwa 400 Meter nordöstlich (Luftlinie) von der wesentlich bekannteren Lippequelle im benachbarten Arminiuspark. Die Quelle liegt auf einer Höhe von 142 m ü. NHN. Südöstlich an der Quelle vorbei verläuft die Straße An der Jordanquelle.

## Daten
Die Jordanquelle entspringt aus 3 Quellaustritten, die mit Bruchsteinen eingerahmt wurden. Ihr Wasser speist den etwa 20 Meter langen Jordan, bevor dieser in den von rechts kommenden Thunebach mündet, der aufgrund des Wasserreichtums des Jordans im Unterlauf dessen Namen übernimmt. Das Wasser der Karstquelle stammt aus Versickerungen der Beke und der Durbeke im klüftigen Kalkstein der westlichen Ausläufer des Eggegebirges. In Bad Lippspringe tritt es an der Grenze von wasserdurchlässigem Karst zum Emscher Mergel (einer wasserundurchlässigen Schicht) wieder zutage und steigt aus großer Tiefe auf.
Die Schüttung der Jordanquelle liegt durchschnittlich bei 300 Litern pro Sekunde, schwankt jedoch stark. Bei verschiedenen Versuchen stellte sich heraus, dass die Jordanquelle unterirdisch mit der Lippequelle in Verbindung steht. Sinkt der Wasserstand der Lippequelle, dann sinkt der Wasserstand der Jordanquelle ebenfalls. In trockenen Sommern fällt sie sogar trocken. Dies geschah beispielsweise auch, als der Wasserstand der Lippequelle aufgrund von Bauarbeiten anlässlich der Landesgartenschau 2017 gesenkt wurde.
In der Jordanquelle wachsen verschiedene Tauch- und Schwimmblattpflanzen sowie Quellmoos.

## Namensherkunft
Im Jordan soll Karl der Große im Jahr 776 die sogenannte Sachsentaufe durchgeführt haben. Die Durchführung einer solchen Taufe war Bedingung Karls des Großen um der sächsischen Unterwerfung zur Beendigung der Sachsenkriege zuzustimmen.

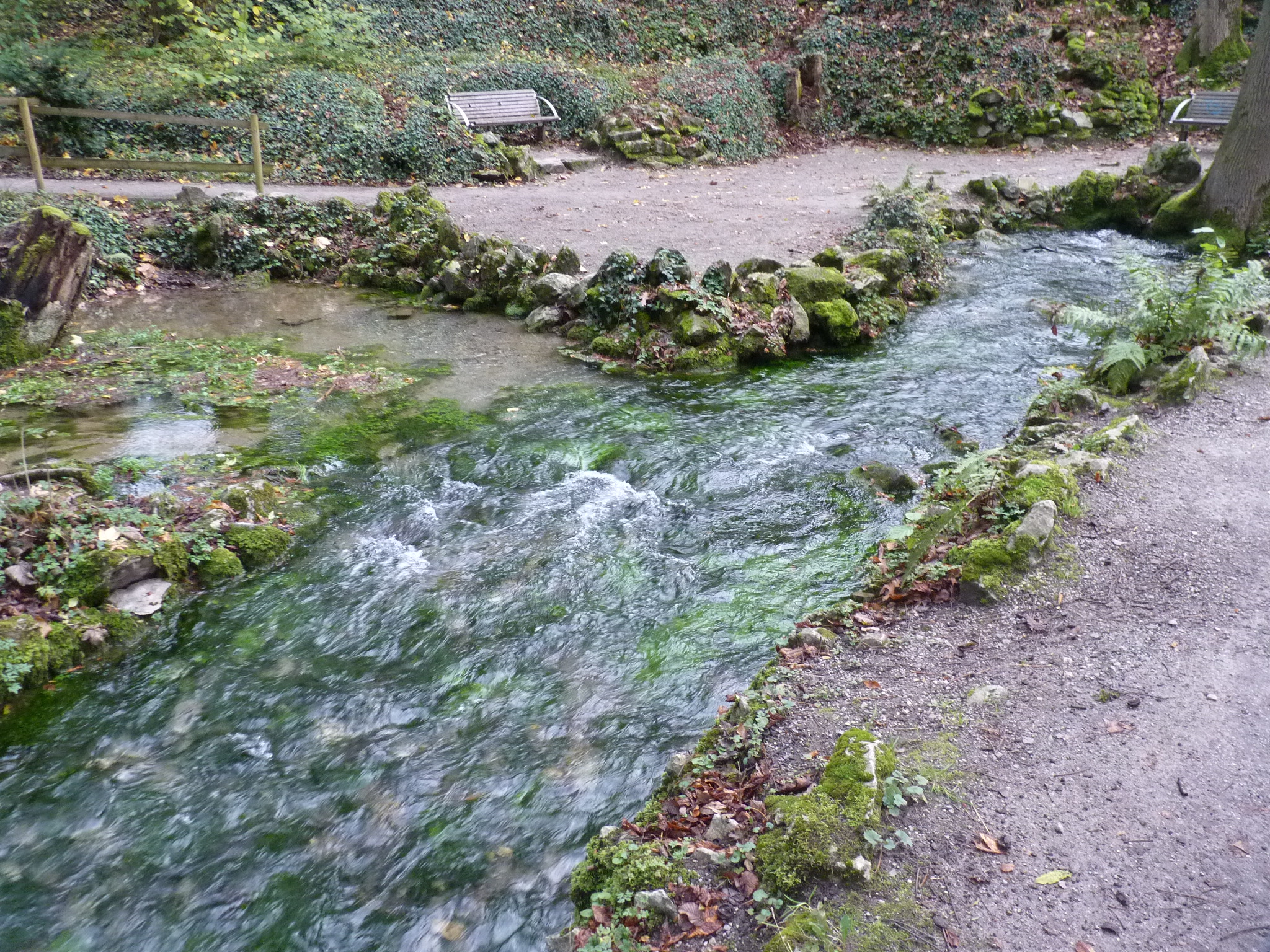
Blick auf die Jordanquelle und den abfließenden Jordan
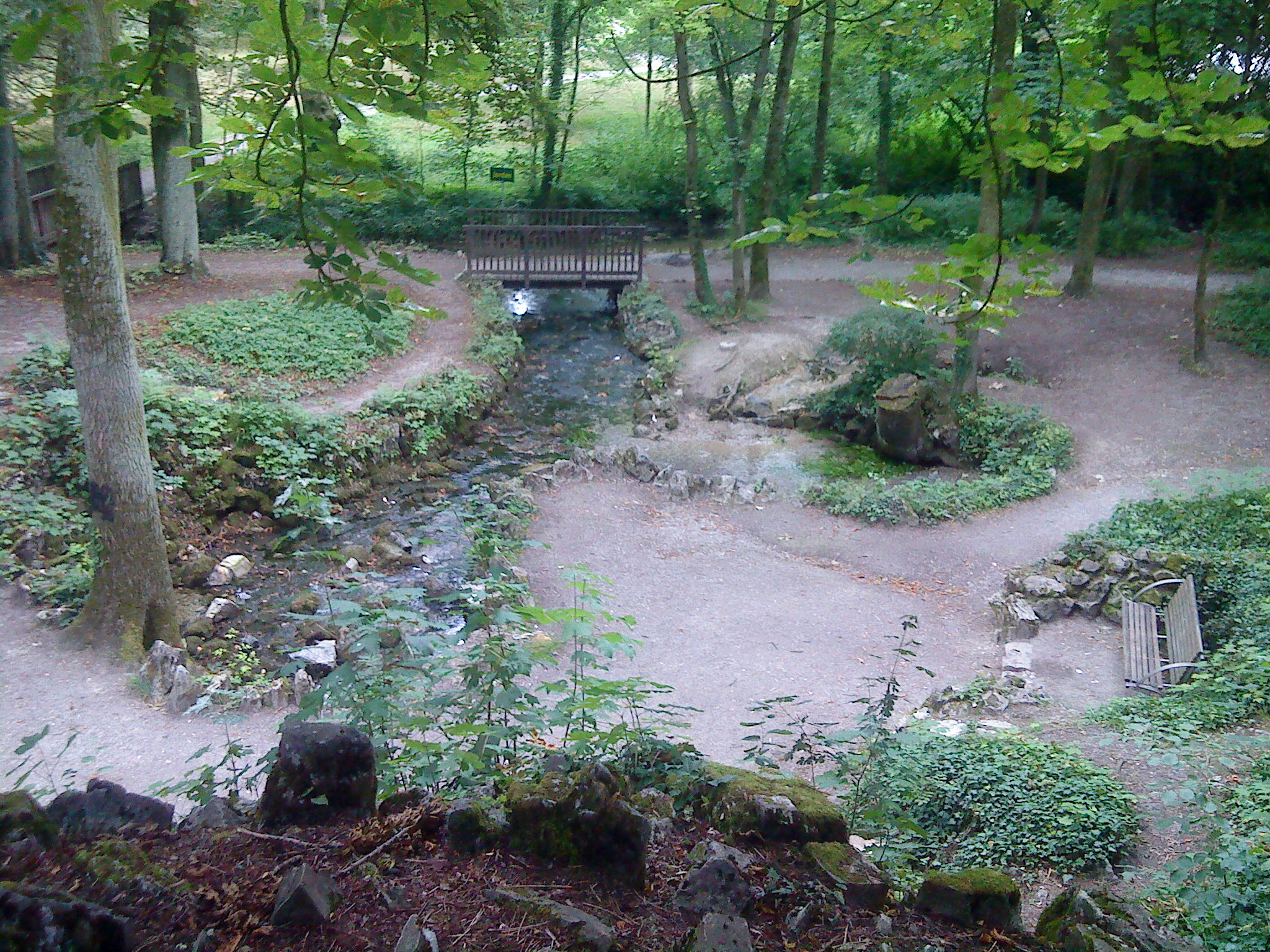
Jordanquelle bei geringem Wasserstand
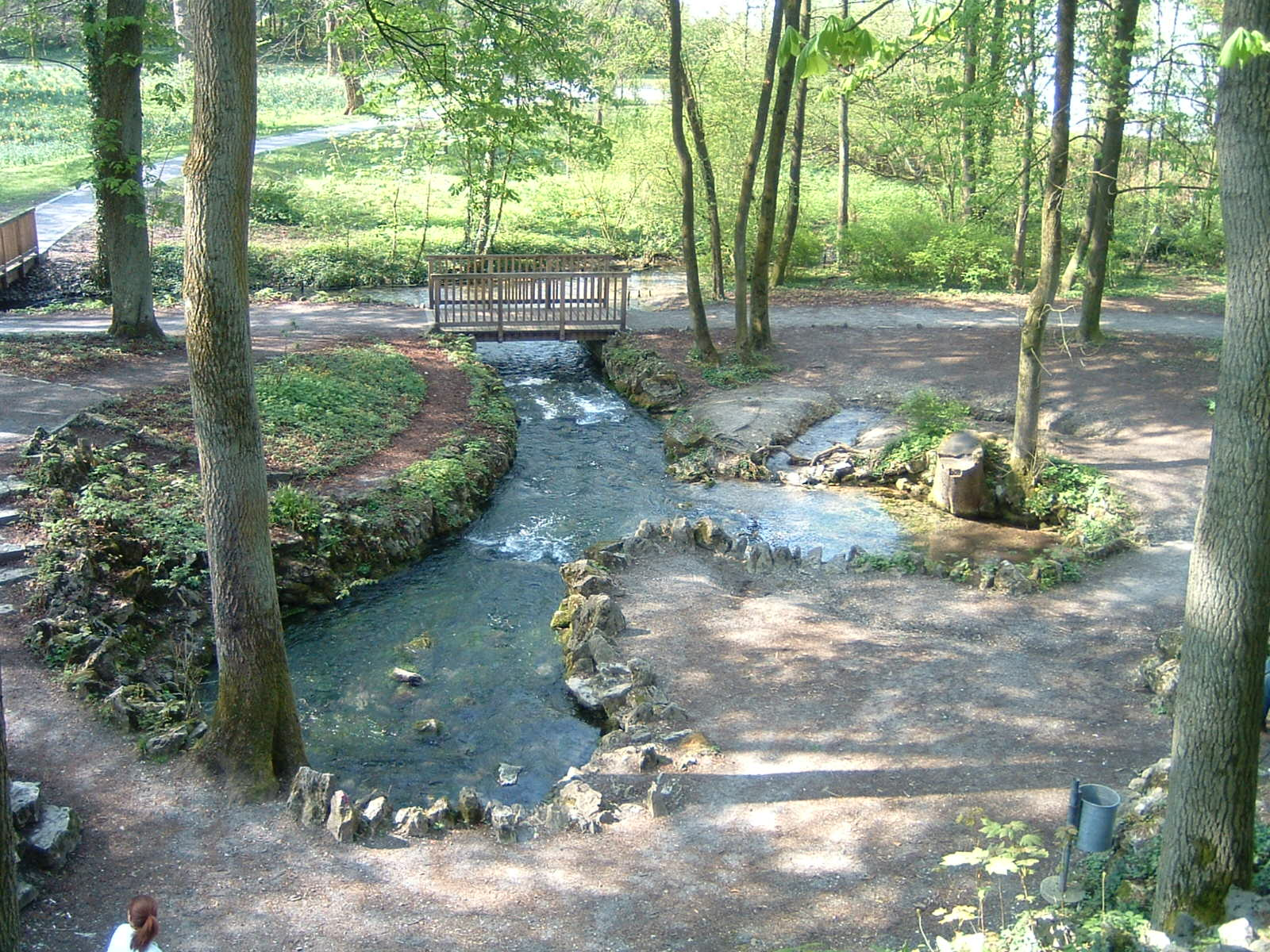
Jordanquelle bei durchschnittlichem Wasserstand